# Seupeung
Seupeung is een bestuurslaag in het regentschap Pidie van de provincie Atjeh, Indonesië. Seupeung telt 335 inwoners (volkstelling 2010).